# Jüdischer Friedhof Kohlhöfen

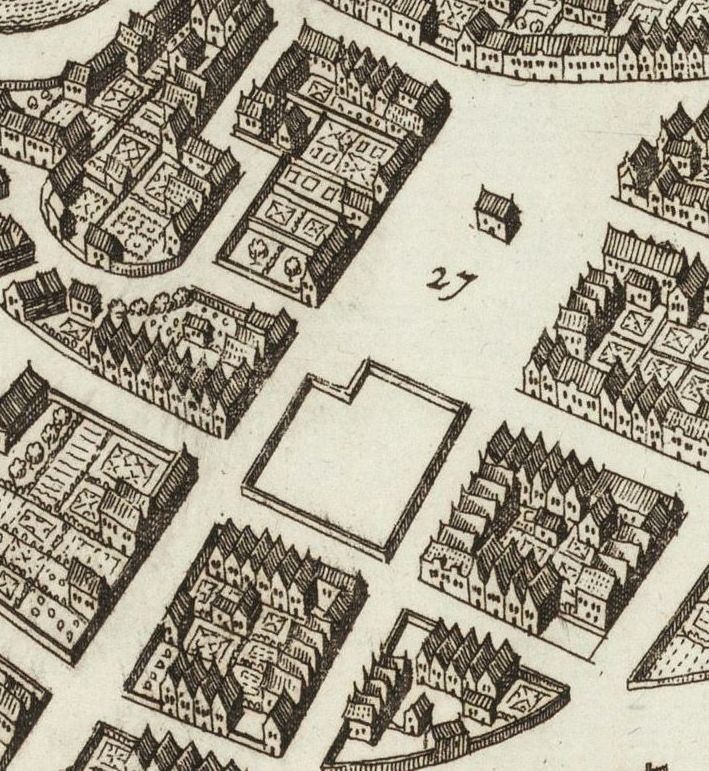
Der Ausschnitt aus der Stadtansicht Hamburgum von Matthäus Merian, 1653. Mit 27 ist der Großneumarkt bezeichnet.

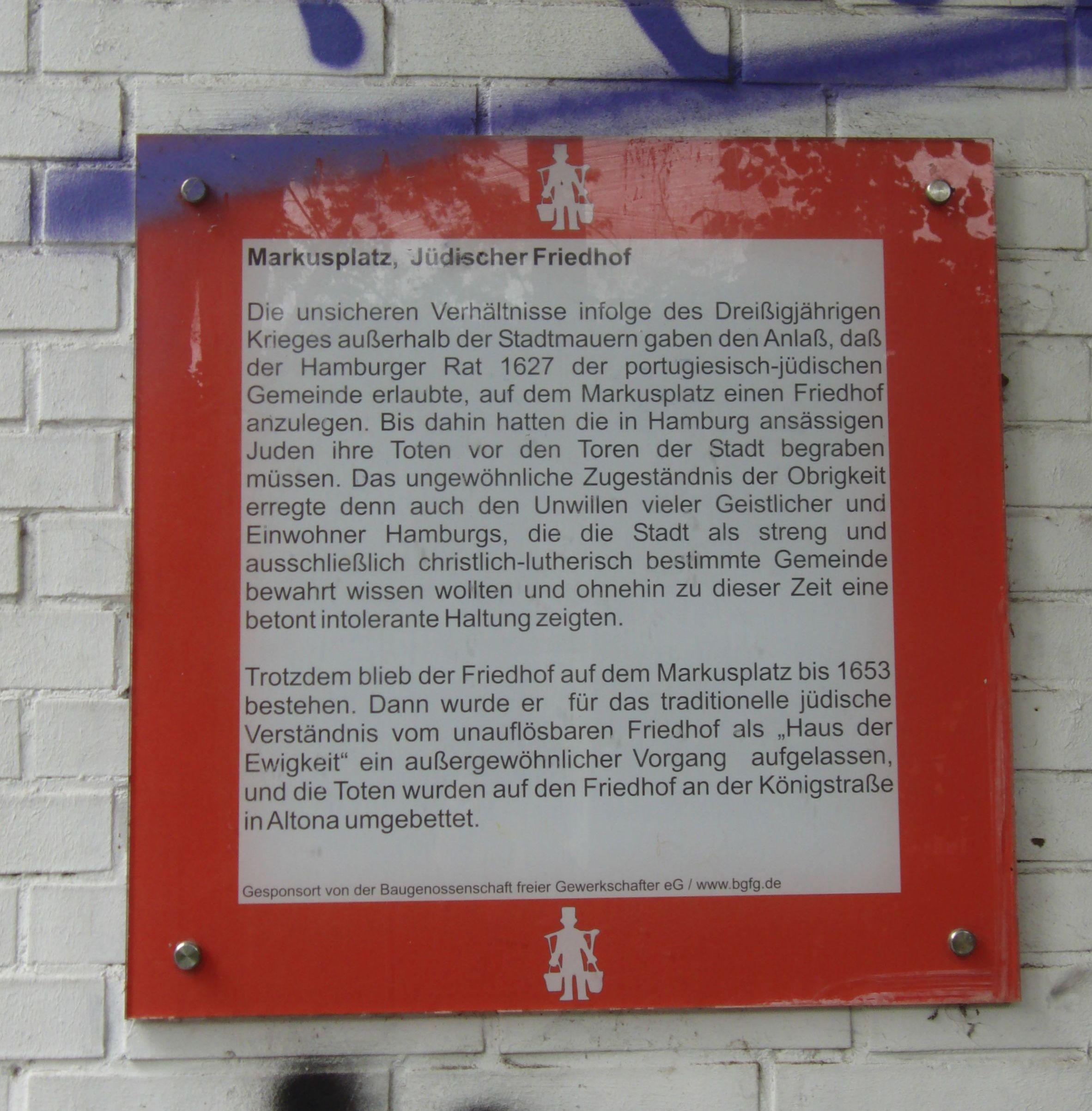
Erinnerungstafel

Der jüdische Friedhof Kohlhöfen (auch Friedhof Markusplatz, portugiesisch Betahaim de Dentro (Binnenfriedhof)) war ein Begräbnisplatz in der Hamburger Neustadt, der von 1627 bis 1653 von der sephardisch-portugiesischen Gemeinde benutzt wurde.

## Geschichte
Die portugiesischen Juden benutzten seit 1611 den Friedhof an der Königstraße in Altona. Die Bestattung ihrer Toten außerhalb der Stadt auf fremdem Gebiet war das einzige Zugeständnis in der öffentlichen Religionsausübung. 1627 wurde ihnen ein kleiner Begräbnisplatz in der Neustadt erlaubt, die wenige Jahre zuvor in die Stadtbefestigung einbezogenen worden war. Vermutlich war der Grund für die Genehmigung die Unsicherheit während des Dreißigjährigen Krieges, der den Zugang zum Friedhof in Altona erschwerte. Der Begräbnisplatz wurde von 1627 bis 1652 genutzt, gleichzeitig wurde auch auf dem Friedhof in Altona weiter bestattet.
Stadtansichten aus der zweiten Hälfte des 17. Jahrhunderts zeigen nördlich des Großneumarkts zwischen der Straße Kohlhöfen und Markusstraße eine unbebaute, eingefriedete Fläche, auf der wahrscheinlich auch der jüdische Friedhof lag. Sie war nicht überbaut worden, da hier ein alter, aufgelassener Pestfriedhof der Gemeinde St. Nikolai lag.
1652 rief die sephardische Gemeinde ihre Mitglieder dazu auf, die Kosten für die geplanten Umbettungen zu tragen. Im folgenden Jahr wurden die Toten, entgegen jüdischer Tradition, exhumiert und auf den Friedhof Königstraße überführt. Die Umbettung wird auf einigen Grabsteinen erwähnt. Ein Stein erinnert an die Umbettung mit dem Text „SA D OSOS D DIVERSOS DIFUNTOS TIRADO DO BETAHAIM D HAMBURGO EM SIVAN ANNO 1541 (Grab von verschiedenen Knochen, die vom Friedhof aus Hamburg im Sivan 5414 überführt wurden)“ Der Sivan 5414 entspricht Mai/Juni 1653.
Heute erinnert eine Gedenktafel im Rahmen eines Rundgangs durch die Neustadt an den Friedhof.